# 岩崎徹也
岩崎 徹也（いわさき てつや、1935年 - ）は、東京生まれの日本の精神科医、精神分析家。

## 略歴
- 1935年 東京に生まれる
- 1959年 慶應義塾大学医学部卒業
- 1969年〜1972年 メニンガー記念病院およびトピカ精神分析研究所に留学
- 1979年〜2000年 東海大学医学部精神科教授
- 現職 日本橋学館大学人文経営学科教授、東海大学名誉教授[1]

## 親族
- 父：岩崎徹太（岩崎書店創業者）
- 弟：岩崎駿介（建築家）
- 甥：岩崎夏海（作家）

## 著書
- 『専門医のための精神医学』（編著）医学書院
- 『現代精神医学大系』（分担執筆）中山書店
- 『精神医学事典』（分担執筆）弘文堂
- 『精神分析セミナー全5巻』（編著）岩崎学術出版社

### 訳書
- カール・メニンガー『精神分析技法論』小此木啓吾共訳、岩崎学術出版社、1969年
- H・スィーガル『メラニー・クライン入門』岩崎学術出版社、1977年